# Ибрахим-бег (Мамелук)
Ибрахим-бег је био вођа египатских Мамелука.

## Биографија
Ибрахим је био родом Черкез. Са Мурат-бегом је владао Египатским ејалетом који се у то време одметнуо од Османског царства – период од 1774. године до француске окупације Египта у склопу Француских револуционарних ратова (1798). Након упада Наполеона у Египат, Ибрахим-бег је организовао отпор Французима, али је, поражен у биткама код Хелиопоља и Пирамида, приморан да се повуче у Сирију. Одбијао је сваки компромис са Французима. Од 1805. године, Ибрахим се на челу Мамелука борио против Мухамед Алија, османског намесника албанског порекла. Заједно са остацима Мамелука, Ибрахим је потиснут у Доголу где је и умро крајем 1815. или почетком следеће године. 